# 1sec.
「1sec.」（ワンセック）は、日本のバンド10-FEETの11枚目のシングルである。2009年3月25日発売。発売元はユニバーサルミュージック。

## 概要
- 通常盤と初回限定盤の二種リリース。初回限定盤にはアメリカ西海岸でのツアー・ドキュメンタリー及びオフショット映像を収録したDVD付き。

## 収録曲

### CD
1. 1sec.(4:06)
作詞・作曲：TAKUMA、編曲：10-FEET

「1sec.」の読みは「ワンセック」である。これはライブMCや本人たちのラジオ番組等で確認できる。
1. SEASIDE CHAIR(4:24)
作詞・作曲：TAKUMA、編曲：10-FEET
2. ナクシタモノ(4:54)
作詞・作曲：TAKUMA、編曲：10-FEET

### DVD
1. 「WEST COAST TOUR 2008」 documentary

## 収録アルバム

### 1sec.
- オリジナル『Life is sweet』（2009年9月9日）

### ナクシタモノ
- オリジナル『Life is sweet』（2009年9月9日）

## タイアップ
- 1sec.：東宝配給映画「クローズZERO II」劇中歌